# Clémentine Chambon
Pour les articles homonymes, voir Chambon.
Clémentine Chambon est une ingénieure chimiste française à l'Imperial College de Londres qui travaille sur des solutions énergétiques pour les pays en manque d'énergie. Elle est directrice technique d'Oorja Development Solutions, une entreprise sociale qui fournit un accès à l'énergie propre aux communautés hors réseau de l'Inde rurale.

## Formation
Clémentine Chambon termine sa maîtrise en génie chimique à l'Université de Cambridge en 2014. Pendant ses études, elle est stagiaire chez Mars Petcare à Verden, dans le nord de l'Allemagne. Elle reçoit un prix d'études supérieures de l'Institut de chimie industrielle de Salters (en). Elle soutient ensuite un doctorat en biocarburants lignocellulosiques en 2017, financé par une bourse de doctorat du président de l'Imperial College et le Grantham Institute for Climate Change (en).

## Recherche
Chambon reçoit une bourse Echoing Green Climate avec une subvention de 90 000 $ en 2015. Elle possède une expérience technique des systèmes de gazéification de la biomasse et du déploiement de solutions énergétiques décentralisées émergentes viables. En 2017, elle remporte le prix du jeune chercheur de l'Institution of Chemical Engineers (en),. Elle est boursière du prix de doctorat du Engineering and Physical Sciences Research Council (en) (EPSRC) à l'Imperial College de Londres et travaille sur la gazéification de la biomasse et son application à l'électrification rurale. 

## Oorja
Clémentine Chambon est cofondatrice et directrice technique de la société Oorja,. Elle dit avoir imaginé Oorja lors de Climate-KIC Journey, une école d'été qui enseigne l'entrepreneuriat climatique, en août 2014. Oorja fournit aux communautés rurales hors réseau en Inde de l'énergie propre et du biochar,,. Chambon est responsable de la conception et de la construction des mini-centrales électriques facilement exploitables d'Oorja, qui transforment les déchets agricoles en électricité abordable et peuvent être gérées par la population locale.  Oorja subventionne l'électricité pour les ménages à faible revenu, les ménages dirigés par des femmes, les écoles, les centres de santé et les luminaires hors réseau. 
En 2016, Clémentine Chambon figure sur la liste Forbes 30 Under 30 (30 personnes de moins de 30 ans) des meilleurs entrepreneurs sociaux. Elle figure également dans la liste des innovateurs français de moins de 35 ans du MIT Technology Review,. En 2017, Oorja a électrifié 100 maisons dans le village de Sarvantara dans l'Uttar Pradesh, fournissant de l'énergie à un millier de personnes,.

## Publications (sélection)
- (en) Clementine L Chambon, Meng Chen, Paul S Fennell et Jason P. Hallett, « Efficient Fractionation of Lignin- and Ash-Rich Agricultural Residues Following Treatment With a Low-Cost Protic Ionic Liquid », Frontiers in Chemistry, Frontiers, vol. 7,‎ 17 avril 2019, p. 246 (ISSN 2296-2646, PMID 31058135, PMCID 6478884, DOI 10.3389/FCHEM.2019.00246).
- (en) Clementine L Chambon, Thandeka Y Mkhize, Prashant Reddy, Agnieszka Brandt-Talbot, Nirmala Deenadayalu, Paul S Fennell et Jason P Hallett, « Pretreatment of South African sugarcane bagasse using a low-cost protic ionic liquid: a comparison of whole, depithed, fibrous and pith bagasse fractions », Biotechnology for Biofuels, BMC et Springer Science+Business Media, vol. 11, no 1,‎ 2018, p. 247 (ISSN 1754-6834, PMID 30214485, PMCID 6131805, DOI 10.1186/S13068-018-1247-0).
- (en) Florence J V Gschwend, Agnieszka Brandt, Clementine L Chambon, Wei-Chien Tu, Lisa Weigand et Jason P Hallett, « Pretreatment of Lignocellulosic Biomass with Low-cost Ionic Liquids », Journal of Visualized Experiments, Cambridge, MyJOVE (d), no 114,‎ 10 août 2016 (ISSN 1940-087X, OCLC 122906325, PMID 27583830, PMCID 5091796, DOI 10.3791/54246).